# Dinar Republike Srpske
Dinar Republike Srpske je valuta koja se koristila u Republici Srpskoj. Izdane su tri serije novčanica. Prva serija je imala natpis izdavatelja: "Narodna banka srpske republike Bosne i Hercegovine". Likovno rješenje prve serije novčanica bilo je jednako drugoj, samo što je kao izdavatelj ovaj put navedena Narodna banka Republike Srpske. Treća serija novčanica imala je Kočićev lik na aversu za razliku od prve dvije. Sve tri serije novčanica tiskane su u Banjoj Luci s godinama izdanja 1992., 1993. i 1994.
Kasnije je dinar zamijenjem jugoslavenskim dinarom, ali ni jedan ni drugi dinar nisu toliko služili kao sredstvo plaćanja koliko druge svjetske valute, posebice njemačka marka.